# キャンプカウンセラー
キャンプカウンセラーとは、キャンプを通して子供たちの教育を目的としたボランティア活動を行う学生のことである。

## キャンプカウンセラーの活動内容
主催キャンプを企画・運営し、子供たちと共にキャンプ活動を行う。キャンプは教育を目的とするが、子供たちやキャンプカウンセラーが楽しめるプログラムを企画する。プログラムは、自然の中でのレクレーション、キャンプファイヤー、炊飯活動などである。キャンプ参加費は、ボランティア活動であるため、施設使用料、食費などの必要最低限の費用とする。

## 対象の子供たち
主催キャンプの対象は、小学生、中学生、高校生である。小学生がメインとなり中学生や高校生はリーダとして活動することが多い。

## キャンプカウンセラーの条件
キャンプカウンセラーは、大学生、短大生、専門学生が主である。また、以下のような人が好まれる。
- 子供が好きな人
- 子供と共に成長したい人
- キャンプカウンセラーと共に成長したい人
- キャンプが好きな人

## 全国のキャンプカウンセラー
- 鹿児島野外活動カウンセラー協会（通称：キャンカン） - ウェイバックマシン（2014年10月20日アーカイブ分）
- 財団法人　ハーモニィセンター　-　1972年頃より「キャンプカウンセラー」という名称の使用をはじめた。「キャンプカウンセラー」の先駆けとも言える。
- 元大阪府立総合青少年野外活動センター
- 茨木市キャンプカウンセラー　-　 大阪府茨木市社会教育振興課管轄。大学生80人で構成されており、歴史も長い。
- 福井県立奥越青少年の森（通称：もり）
- 愛知県民の森キャンプカウンセラー部（通称：KCA） - 愛知県が運営している。50年以上の歴史がある。
- 名古屋北区子ども会ボランティアサークル こぐま会　(通称：こぐま)
- キャンプカウンセラーズグループ西宮かぶとむし　（通称：かぶとむし）
- 認定NPO法人ハーモニィカレッジ　キャンプカウンセラー-1997年より鳥取県鳥取市で活動を開始。
- 姫路キャンプカウンセラーズクラブ